# Lâu đài tại Płakowice

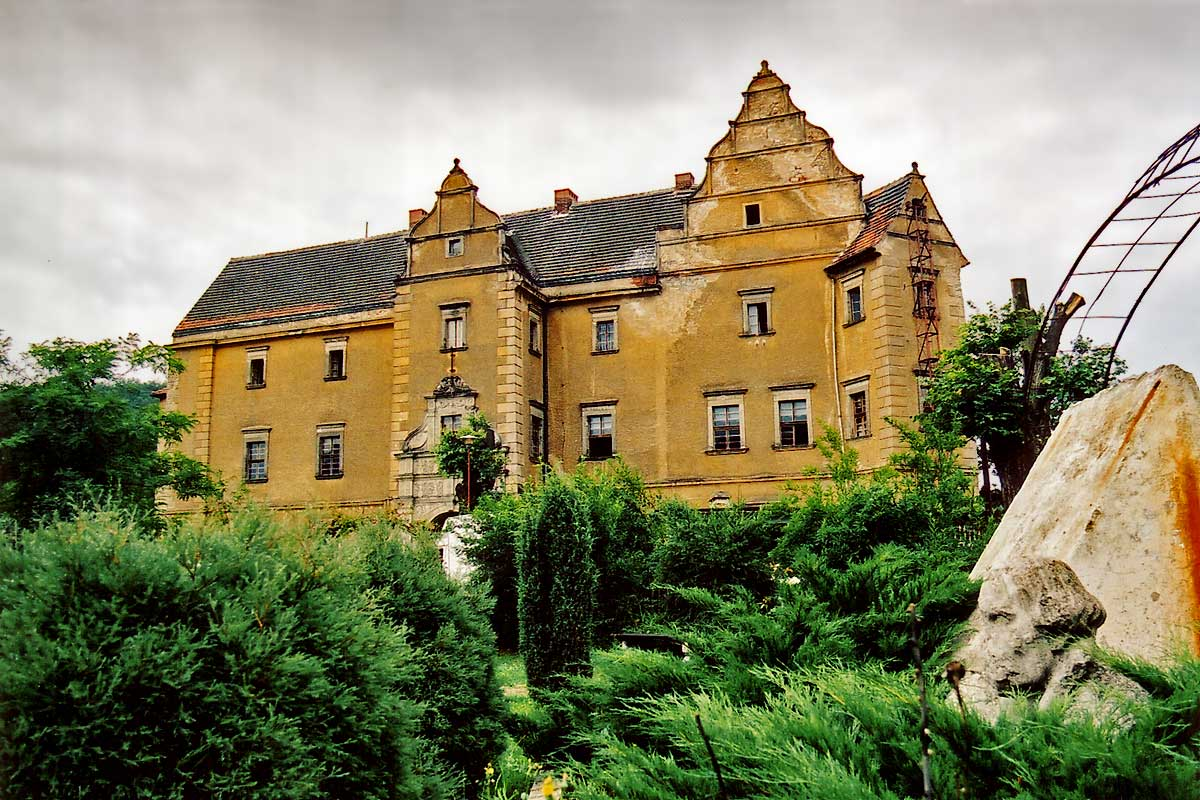
Lâu đài tại Płakowice

Lâu đài tại Płakowice (tiếng Ba Lan: Zamek w Płakowicach) là một trong những công trình phòng thủ từ thời Phục hưng lớn nhất ở Silesia, hiện nằm ở thị trấn Lwówek Sląski, gmina Lwówek Śląski (nay là Płakowice), quận Lwówek, tỉnh Dolnośląski.

## Lịch sử
Ngôi nhà trang viên kiên cố đầu tiên tồn tại trên địa điểm của cung điện ngày nay vào năm 1480 . Việc xây dựng lâu đài chính kéo dài đến năm 1558 và công trình hoàn thiện vào năm 1563 . Trong quá trình xây dựng, một lâu đài ba cánh với một khoảng sân nhỏ trồng cây đinh hương được dựng lên . Đây là cấu trúc phòng thủ lớn nhất ở Silesia trong thế kỷ 16. Vào đầu thế kỷ 15 và 16, lâu đài Płakowice là tài sản của gia đình von Schaffgotsch.  Lâu đài được tái thiết hai lần - trong thế kỷ 18 và 19. Vào thế kỷ 18, chủ sở hữu của lâu đài là Otto von Hochberg. Trong các cuộc chiến tranh của Napoléon, lâu đài bị hư hại nặng nề.  Quân Pháp cướp phá, phá hủy thư viện và các bộ sưu tập tranh có giá trị . Chủ sở hữu tư nhân cuối cùng là August Ludwig von Nostitz, đến năm 1824 chính quyền Legnica mua lại để xây dựng bệnh viện tâm thần. Trong quá trình tái thiết, nhiều đồ trang trí, lò sưởi, vỏ đạn và cổng bị gỡ bỏ khỏi nội thất. Bệnh viện tâm thần hoạt động đến năm 1945. Năm 1967, lâu đài được khôi phục một phần. 

## Kiến trúc
Lâu đài bao gồm ba cánh hai tầng bao quanh sân; cung điện do thức cột Ionic chống đỡ . Có cầu thang ở các góc lâu đài. Một cổng vào với một cổng dẫn vào sân, phía trước có một cây cầu đá trên một con hào phòng thủ . Ở góc bên trái của cổng có huy chương với hình ảnh của Rampold von Talkenberg. Vật trang trí thời Phục hưng trên mặt tiền hầu như vẫn  giữ được nguyên vẹn .

## Một số hình ảnh
- Mặt tiền lâu đài
- Cổng vào
- Sân

## Sách
- Romuald Łuczyński: Zamki, dwory i pałace w Sudetach. Legnica: Stowarzyszenie „Wspólnota Akademicka", 2008, ISBN 978-83-89102-63-8.
- Marek Gaworski, "Najpiękniejsze zamki i pałace Śląska i pogranicza polsko-czeskiego", Matiang, Strzelce Opolskie 2012, ISBN 978-83-932293-6-9.
- Romuald Łuczyński, „Renesansowa rezydencja nad Bobrem", Miesięcznik SUDETY, nr 6/51/ czerwiec 2005.
- J.A. Bossowski, „Płakowicki Wawel". Wydawnictwo „CMYK-ART", Częstochowa 2002.